# Seán MacBride
Seán MacBride (Párizs, 1904. január 26. – Dublin, 1988. január 15.) ír politikus, emberi jogi aktivista. A hidegháborús megosztottság miatt azon kevesek közé tartozik, aki Nobel-békedíj és a Nemzetközi Lenin-békedíj kitüntetettje.

## Fiatalkora
Egy ír katonatiszt gyermekeként született, aki tagja volt az ír forradalmi csapatoknak. 1916-ban kivégezték a húsvéti felkelésben való részvétele miatt, így Seánt a szintén forradalmár édesanyja nevelte fel. MacBride korán, tizennégy évesen lett forradalmár. Ellenezte az 1921-es függetlenségi szerződést, mivel a hat északi grófság az Egyesült Királyság része maradt, így tovább folytatta a harcot. Az ír republikánus csapatok veresége után Londonba ment, ahol a Morning Post újságírója lett. 1926-ban tért vissza Írországba, ahol csatlakozott az IRA szeparatista szervezethez, melynek vezérkarába 1928-ban került be.

## Közéleti pályafutása
Az 1937-es alkotmánymódosítás után szakított az IRA-val és jogi tanulmányokat folytatott a Dublini Egyetemen és újra újságíróként dolgozott. Diplomájának megszerzése után felvették az Ír Ügyvédi Kamarába. Ügyvédi praxisa alatt elsősorban ír republikánusokat védett, akik a második világháború ellen léptek fel és emiatt voltak letartóztatva.
A háború után megalapította a Republikánus Pártot (Republican Party) és 1947-ben beválasztották az ír parlamentbe (Dáil Éireann), melynek 1958-ig tagja maradt. 1948-ban Írország külügyminiszterévé nevezték ki. 1951-ig tartó minisztersége alatt készült és fogadták el az emberi jogok európai egyezményét, melynek elkészítésében nagy szerepet vállalt. 1954 és 1957 között hazája Európa Tanácsi delegáltja volt.
1961-ben Peter Benenson kanadai ügyvéddel megalapította az Amnesty International nevű jogvédő civilszervezetet, melynek elnöke lett. Emellett a Nemzetközi Békeiroda több vezető funkcióját is betöltötte (a szervezet elnöke is volt). 1963 és 1970 között a Nemzetközi Jogászbizottság főtitkára volt. 1973-ban az ENSZ főtitkárának namíbiai főmegbízottja volt (egyik utódja ezen a poszton a finn Martti Ahtisaari volt). Ezt a pozícióját 1977-ig viselte. Utána az UNESCO egy munkacsoportját vezette, mely a nemzetközi kommunikáció problémáit vizsgálta.

## Magyarul megjelent művei
- A MacBride-jelentés. Új nemzetközi kommunikációs rend felé; utószó: Szecskő Tamás, ford. Vincze Éva, Orosz Dóra, Völgyi Zsuzsa, röv. kiad.; TK, Bp., 1983 (Membrán könyvek)

## Díjai
- Nobel-békedíj (1974, Szató Eiszakuval) az emberi jogok érvényesülésében tett hosszú, többéves erőfeszítéseiért.
- Nemzetközi Lenin-békedíj (1977)
- American Medal of Justice (1978)